# Ottó Szabolcs
Ottó Szabolcs (Sásd, 1939. október 19. –) az MTA doktora, egyetemi tanár.

## Tanulmányok
Elemi tanulmányait születési helyén, Sásdon, illetve környékén végezte. 1958-ban érettségizett (évvesztes volt) a Dombóvári Gimnáziumban. Orvos doktorként végzett 1965-ben a Pécsi Orvostudományi Egyetemen.

## Karrier
1965-ben kezdett dolgozni a POTE-n, illetve a SOTE-n egyetemi tanársegédként. 1974-ben szegődött az Országos Onkológiai Intézethez, mert az onkológia tudománya felé fordult érdeklődése, s az intézet lehetőséget nyújtott a szokványos orvosi munka mellett a kutatásra is. 1974-től öt éven át az akkori Belgyógyászati Osztályon tudományos munkatársként, majd főmunkatársként dolgozott. 1979-ben kinevezést nyert a Klinikai Laboratóriumi Osztály élére mint osztályvezető főorvos. 1992-től főigazgató-helyettes főorvosként látja el munkáját.

## Szakmai és tudományos munkája
1968-ban orvosi laboratóriumi vizsgálatok témában szerzett oklevelet. 1972-ben fejezte be igazságügyi orvostani képzését.
- 1979 az orvostudomány kandidátusa (PhD)
- 1995 a Magyar Tudományos Akadémia doktora (DSc)

Egyetemi címeket kapott mint oktató:
- 1995 habilitáció
- 1996 egyetemi magántanár

1991-1995 az Immunológiai Szakmai Kollégium tagja, majd 2000-től napjainkig a Sugártherápiás és Onkológiai Szakmai Kollégium tagja.

## Társadalmi tevékenysége és elismerései
Civil szervezetekben szakmájához kapcsolódóan vett részt mint tisztségviselő. Legismertebb tevékenységei a Magyar Onkológusok Társasága szervezethez kötődnek:
1981-1991 az Elnökség jegyzője, majd két év kihagyásával 1993-1995 'Elect' President. 1995-1997-ig President. 1997-1999 'Past President' (volt elnök). 1998 a Nemzetközi Rákúnió (UICC) 'International Union Agaist Cancer' Delection and Diagnosis Bizottság tagja. 1999-től a Magyar Laboratóriumi Diagnosztikai Társaság  'Onkológiai Munkacsoportjának' az elnöke.

## Elismerései
Magyar Onkológusok Társasága - 2000-ben 'Krompecher emlékérem'-met adományozott. Egészségügyi Miniszter - 2000 'Batthyány-Strattmann László Díj' elismerésben részesítette. Magyar Ápolási Egyesület - 2003 'Tiszteletbeli tag'-jává választotta.
A Johan Béla Népegészségügyi Program 2001-ben a 'Szűrési Alprogram' vezetőjeként tartotta nyilván.